# Anna-Lena Zuck
Anna-Lena Zuck (* 5. Juni 1988) ist eine ehemalige deutsche Snowboarderin in den Disziplinen Parallel-Slalom, Parallel-Riesenslalom und im Boardercross.
Anna-Lena Zuck startete für den WSV Reit im Winkl. Schon im Alter von 14 Jahren bestritt sie ihre ersten internationalen Rennen. Ende Dezember 2003 trat sie in Berchtesgaden erstmals im Europacup an und wurde in ihrem ersten Parallel-Riesenslalomrennen disqualifiziert. Eine Woche später erreichte sie in Bad Gastein im Snowboardcross mit Rang zehn eine erste Top-Ten-Platzierung in der Rennserie. Erste internationale Meisterschaft wurde das European Youth Olympic Festival 2005 in Monthey. Hier erreichte Zuck im Snowboardcross den vierten Rang und verpasste damit knapp eine Medaille. 2005 gewann Zuck bei den Deutschen Meisterschaften in der Region Roßfeld im Snowboardcross den Titel vor Katharina Himmler. Anschließend startete sie bei den Junioren-Weltmeisterschaften in Zermatt und wurde dort Neunte im Snowboardcross und 33. im Parallel-Riesenslalom. Die Saison 2005/06 begann mit dem Debüt im Snowboard-Weltcup in Valle Nevado, wo Zuck bei einem Snowboardcross-Rennen 16. wurde und sofort Weltcuppunkte gewann. Im folgenden Rennen an selber Stelle verpasste sie als Viertplatzierte hinter Déborah Anthonioz, Maëlle Ricker und Tanja Frieden knapp eine Podiumsplatzierung. Von sieben Weltcuprennen der Saison beendete sie sechs und kam in diesen auch immer in die Punkteränge. Im Snowboardcross-Weltcup kam sie auf den 23., im Gesamt-Snowboard-Weltcup auf den 69. Rang. Durch ihre Leistungen qualifizierte sich Zuck für die Olympischen Winterspiele 2006 in Turin, kam dort aber aufgrund einer bei einer in Korea im Rahmen des Trainings für die Wettbewerbe der Junioren-Weltmeisterschaften erlittenen Verletzung nicht zum Einsatz. Danach hatte sie keine internationalen Einsätze mehr.